# کریستوف اتسلشتورفر
کریستوف اتسلشتورفر (آلمانی: Christoph Etzlstorfer؛ زادهٔ ۱ ژانویهٔ ۱۹۶۳) ورزشکار دو و میدانی، و دوچرخه‌سوار اهل اتریش است.